# Estero Huaquen
El estero Huaquén, a veces estero Guaquén, es un curso natural de agua que fluye en la Región de Valparaíso.
En el mapa del Ministerio del Medio Ambiente de Chile (mapa) aparece bajo el nombre Guaquén.

## Trayecto
El estero Huequén nace en la ladera sur del cerro Don Pedro con aportes desde la falda occidental del cerro Imán (1538 m). Este es un hito orográfico sobresaliente en el cordón que divide aguas con los afluentes interiores del río Petorca. Se forma de la confluencia de cuatro brazos. El estero y la cuenca tienen un rumbo general de NE a SO, y la longitud del cauce principal asciende a 23 km desde el formativo más alejado. Su principal afluente es la quebrada El Manzano que a su vez recibe a la quebrada El Ahorcado.: 300 
El estero Huaquén y el estero Los Molles pertenecen a las quebradas costeras ubicadas entre el río Quilimarí y el río Petorca.

## Caudal y régimen
El régimen de caudales del estero Huaquén es pluvial y de flujo intermitente dependiente de las lluvias en la franja costera.: 300 

## Historia
Luis Risopatrón lo describe brevemente en su Diccionario Jeográfico de Chile de 1924:
Guaquen (Estero de) 32° 19' 71° 25'. Nace en las faldas S del cerro Cortadera, corre hácia el S i SW i se vácia en el mar entre las puntas de Pichicui i de Gúallarauco. 156; Huaquen en 1, XXX, carta 171; i 127; i Guaquién en 62, II, p. 245.

## Población, economía y ecología
El estero desemboca en el mar bordeando el poblado de Pichicuy.